# Nicolas Brouwet

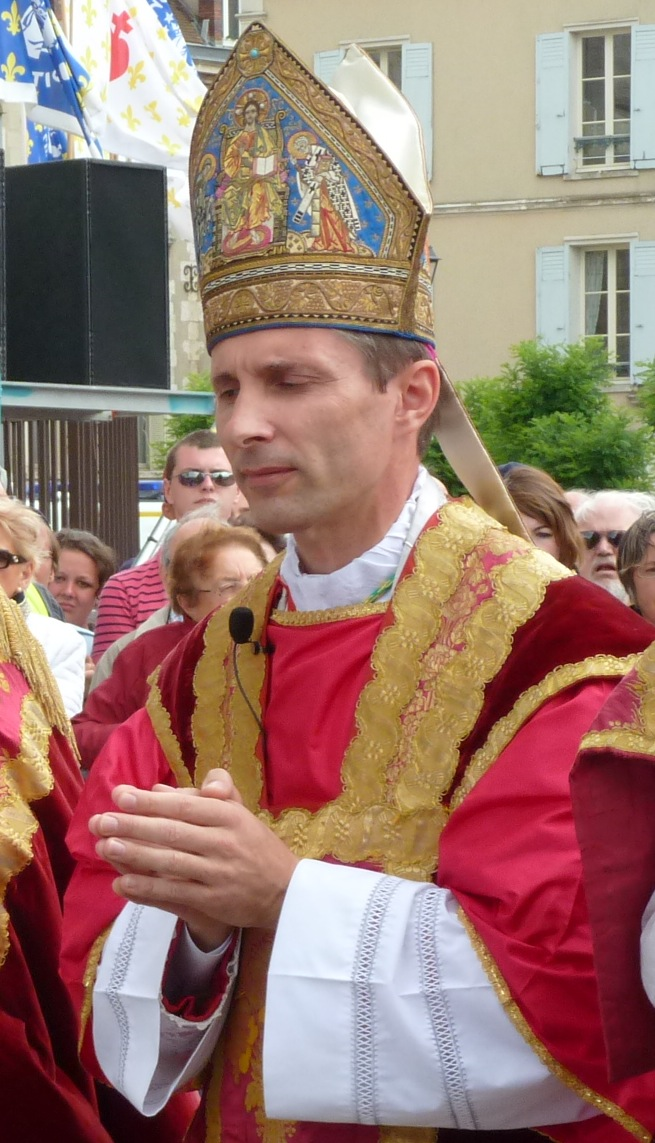

Nicolas Jean René Brouwet (Suresnes, 31 augustus 1962) is een Frans rooms-katholiek geestelijke en bisschop. Sinds 2021 is hij bisschop van Nîmes.

## Carrière
Brouwet werd in 1992 tot priester gewijd en in 2008 werd hij hulpbisschop van Nanterre en titulair bisschop van Simidicca. Hij staat bekend als conservatief: hij is een aanhanger van de Tridentijnse ritus en was betrokken bij omstreden conservatieve kerkelijke groeperingen. In 2012 werd hij door paus Benedictus XVI aangesteld tot bisschop van Tarbes-Lourdes. En in 2021 werd hij door paus Franciscus aangesteld tot bisschop van Nîmes.

## Lourdes
Als bisschop werd Brouwet verantwoordelijk voor het bedevaartsoord Lourdes, waar hij werd gesteld voor grote uitdagingen. Er zijn steeds minder Europese bedevaarders, die op georganiseerde wijze, naar het Maria-oord trekken. Er is wel een stijging van niet-Europese bedevaarders die buiten het traditionele circuit Lourdes bezoeken. Dit leidde tot grote financiële verliezen. Brouwet voerde een aanwervingsstop in en wierf managers uit het bedrijfsleven aan. Hierdoor slaagde hij er op korte tijd in de verliezen te stoppen. Maar zijn politiek leidde tot protesten vanuit (diocesane) bedevaartorganisaties. In 2019 werd de hulpbisschop van Rijsel, Antoine Hérouard, door paus Franciscus aangesteld als speciaal gezant in Lourdes en die nam de bevoegdheden van mgr. Brouwet in het bedevaartsoord over.
- Bibliothèque nationale de France: cb16647863n (data)
- International Standard Name Identifier: 0000 0003 9962 1933
- Système universitaire de documentation: 18534898X
- Virtual International Authority File: 294781768